# Sternarchorhynchus montanus
Sternarchorhynchus montanus és una espècie de peix pertanyent a la família dels apteronòtids.

## Descripció
- El mascle pot arribar a fer 22,6 cm de llargària màxima i la femella 25,8.[4]

## Hàbitat
És un peix d'aigua dolça, bentopelàgic i de clima tropical.

## Distribució geogràfica
Es troba a Sud-amèrica: el Perú.

## Observacions
És inofensiu per als humans.